# Лямбда-зонд
Лямбда-зонд (λ-зонд или датчик кислорода) — датчик уровня кислорода в газовой смеси или жидкости.
Широко используется в автомобилестроении для определения относительного содержания кислорода в выхлопных газах выпускного коллектора двигателей внутреннего сгорания. Полученные сигналы электронной системой управления двигателем (например, инжекторного двигателя) используются для корректировки образования пропорции топливо-воздушной смеси подаваемой в двигатель до значения стехиометрической смеси (для бензина 1:14,7), которая наиболее эффективно сгорает в двигателе. При работе двигателя нужное соотношение топлива формируется за счёт управления временем включения и выключения форсунок, исходя из количества воздуха, которое всасывают цилиндры двигателя, измеренное датчиком массового расхода воздуха.
Лямбда-зонд позволяет скорректировать нужное соотношение воздушно-топливной смеси за счёт определения количества оставшегося несгоревшего топлива либо кислорода в выхлопных газах, что также позволяет снизить количество вредных для человека побочных продуктов процесса сгорания.

## Принцип работы
Лямбда-зонд использует электрохимический принцип работы при котором образуется мембранный потенциал, который возникает между двумя электродами датчика покрытыми пористым платиновым напылением. Между электродами имеется твёрдый электролит в виде диоксида циркония (ZrO2). Разность потенциалов возникает при нагревании электролита, когда через него происходит движение ионов кислорода от атмосферного воздуха и выхлопных газов. Напряжение, возникающее на электродах датчика, зависит от концентрации кислорода в отработавших газах.

## Узкополосный лямбда-зонд
Лямбда-зонд порогового типа действует как гальванический элемент/твердооксидный топливный элемент с разделительной мембраной твёрдого электролита из керамики диоксида циркония (ZrO2), стабилизированной оксидом иттрия, поверх электролита напылены пористые электроды из платины, одновременно являющейся катализатором окислительно-восстановительных реакций. Один из электродов омывается горячими выхлопными газами (внешняя сторона датчика), а второй — воздухом из атмосферы (внутренняя сторона датчика). Эффект проницаемости электролита (ZrO2) для ионов O2- достигается при температуре мембраны выше 300 °C. Для работы датчика атмосферный кислород нужен в очень небольшом количестве, поэтому, в целом герметичный для воды, датчик делается таким образом, чтобы  немного кислорода попадало внутрь со стороны проводки.
Если при работе ДВС выхлопные газы содержат продукты неполного сгорания топлива - разогретый гальванический элемент в ходе окислительно-восстановительной реакции продуктов неполного сгорания топлива в выхлопных газах с кислородом воздуха генерирует между электродами мембраны ЭДС величиной до 1.5 вольт. Эта ЭДС  величиной более 0.7-0.9 вольта интерпретируется программой ЭБУ автомобиля как признак «богатой» топливом смеси. Если концентрация продуктов неполного сгорания топлива снижается в составе выхлопных газов с внешней стороны датчика - соответственно снижается величина генерируемой ЭДС, а если вместо продуктов неполного сгорания топлива в выхлопных газах присутствует непрореагировавший кислород - то ЭДС датчика становится близкой к нулю по причине равенства окислительно-восстановительных потенциалов по обе стороны керамической мембраны гальванического элемента. Величина ЭДС менее 0.1-0.2 вольта интерпретируется программой в  ЭБУ как «бедная» на топливо смесь.  ЭДС датчика ~0.45 вольт указывает что сжигаемая смесь обладает стехиометрическим соотношением топлива и воздуха.
Конструктивно датчики делятся по числу проводов и наличию подогревательного элемента. Датчики без нагревательного элемента используют 1 или 2 провода, с нагревательным элементом — 3 или 4 провода. Первое поколение датчиков разогревалось лишь от выхлопных газов, поэтому начинало давать сигнал сравнительно поздно после старта двигателя. Появившиеся позже датчики с нагревательным элементом стали выводить датчик в рабочее состояние очень быстро, что отвечало возросшим требованиям экологии, а также позволяло использовать датчик, когда температуры выхлопных газов оказывалось недостаточно.
В начале работы, после запуска мотора, лямбда-зонд не выдаёт показаний, и ЭБУ вынужден использовать только карты впрыска, прописанные в нём. Это режим работы без обратной связи, и коррекции топливной смеси по лямбда-зонду в этом режиме нет. Когда с датчика появляется сигнал, то ЭБУ автомобиля переходит в режим работы с обратной связью, при котором исходные топливные карты корректируются с учётом показаний с лямбда-зонда в режиме реального времени.
Сигнал используется системой управления для поддержания оптимального (стехиометрического, около 14,7:1) соотношения воздушно-топливной смеси.
- λ=1 — стехиометрическая (теоретически идеальная) смесь;
- λ>1 — бедная смесь (недостаток топлива, кислорода больше, чем нужно для его полного сгорания);
- λ<1 — богатая смесь (избыток топлива, кислорода не хватает для его полного сгорания).

Работа датчика не линейна во времени, показания отклоняются от оптимального очень быстро, поэтому ЭБУ вынужден постоянно корректировать смесь. При этом двигатель редко работает на идеальном стехиометрическом составе смеси, однако смесь постоянно стремится к достижению идеальной пропорции. Лямбда-зонд не сообщает о том, сколько именно кислорода в выхлопных газах, он сигнализирует о том, есть ли свободный кислород в выхлопе или нет. Факт наличия свободного кислорода и означает, что топлива в смеси должно быть больше, поскольку часть кислорода не вступила в реакцию. И наоборот, если кислорода нет или очень мало, то требуется уменьшить подачу топлива, тем более, что если топлива окажется слишком много, то это приведёт к появлению сажи и так называемого «грязного» выхлопа. В реальности достичь и долго удерживать идеальную стехиометрическую смесь невозможно, так как существует множество факторов, постоянно влияющих на смесеобразование и её сгорание. Поэтому целью является не само достижение стехиометрического соотношения, а стремление к этому, путём постоянной коррекции смеси и пребывания её поочередно то в "условно-бедном", то в "условно-богатом" состоянии, не отдаляясь от оптимального состава. Правильность работы датчика даёт возможность максимально сократить разницу между реальным соотношением воздух/топливо и стехиометрическим.
График выходной ЭДС заведомо исправного датчика имеет ломаный вид с быстрым < 0.1 сек. переходом между высоким > 0.45V и низким < 0.45V уровнями. Смесь в близком к стехиометрическому составу поддерживается АСУ в составе ЭБУ по алгоритму: ЭДС датчика менее пороговой 0.45V — АСУ увеличивает подачу топлива; ЭДС датчика выше пороговой 0.45V - АСУ уменьшает подачу топлива. Цикл повторяется, пока активна обратная связь. Изменение подачи топлива (как реакция на сигнал лямбда-зонда) обычно выполняется с использованием двух переменных в ЭБУ — «долгая» коррекция и «краткая» коррекция, и они заложены в стандарт диагностики OBD-II. Краткая коррекция позволяет смеси следовать за датчиком на интервале единиц секунд. Долгая коррекция - результат статистической обработки краткой коррекции на интервале минут-часов-заправок топлива, используется для коррекции конкретики пропускной способности форсунок, вязкости и объёмной теплотворной способности топлива. Каждая коррекция может изменять впрыск в установленных производителем пределах, и если сумма долгой и краткой коррекций выйдет за общий предел, то обычно ЭБУ сигнализирует об ошибке смесеобразования с помощью индикатора «check engine». ЭБУ обычно использует режим работы с обратной связью по лямбда-зонду до определённого процента расчётной нагрузки на мотор. Далее ЭБУ временно прекращает режим коррекции, так как возникает вероятность неэффективной коррекции, и в этих условиях использование карт впрыска оказывается предпочтительным.
Поскольку некоторое количество кислорода должно присутствовать в выхлопе для нормального дожигания CO и CH в катализаторе, для более точного регулирования может использоваться и второй лямбда-зонд, расположенный за катализатором или внутри него.

## Широкополосный лямбда-зонд
Разновидность кислородного датчика.
Основная разница зонда с широким диапазоном измерения по отношению к обычным узкополосным λ-зондам — это комбинация сенсорных ячеек и так называемых накачивающих ячеек. Состав его газового содержимого постоянно соответствует λ=1, что для сенсорной ячейки значит напряжение в 450 милливольт. Содержание газа в зазоре и вместе с ним напряжение сенсора поддерживаются посредством различных напряжений, прикладываемых к накачивающей ячейке. При бедной смеси и напряжении сенсора ниже 450 милливольт ячейка выкачивает кислород из диффузионной полости. Если смесь богатая и напряжение выше 450 милливольт, ток меняет своё направление, и накачивающие ячейки транспортируют кислород в диффузионные расщелины. При этом интегрированный нагревающий элемент устанавливает температуру области от 700 до 800 градусов. Датчик типа LSU при погружении в несгоревшую смесь, содержащую одновременно и топливо и кислород, будет указывать на «избыток воздуха», в отличие от порогового, сигнал которого надо интерпретировать как «избыток топлива».
Выходной сигнал широкодиапазонного датчика зависит от его контроллера управления, может быть токовым или потенциальным. Например, выходной ток контроллера широкополосного датчика Ipn и соответствующие значения λ:
| Ipn, мА | −5.000 | −4.000 | −3.000 | −2.000 | −1.000 | −0.500 | 0.000 | 0.500 | 1.000 | 1.500 | 2.000 | 2.500 | 3.000 | 4.000 |
| λ       | 0.673  | 0.704  | 0.753  | 0.818  | 0.900  | 0.948  | 1.000 | 1.118 | 1.266 | 1.456 | 1.709 | 2.063 | 2.592 | 5.211 |

Основным преимуществом широкополосного зонда по отношению к узкополосному является устранение циклического перехода дискретных показаний «бедная смесь — богатая смесь». Блок управления получает информацию о степени несоответствия смеси оптимальному значению, и это позволяет ему точнее и быстрее корректировать смесь для достижения её полного сгорания без свободного кислорода.

## Область применения
- В выпускном коллекторе двигателя
- В дымоходе отопительного котла